# Dorian Finney-Smith
Dorian Lawrence Finney-Smith (Portsmouth, 4 maggio 1993) è un cestista statunitense, di ruolo ala grande e ala piccola, professionista nella NBA con gli Houston Rockets.

## Carriera

### Dallas Mavericks (2016-2023)
Dopo aver frequentato le Università di Virginia Tech e della Florida tra il 2011 e il 2016, si rese eleggibile per il Draft NBA 2016. Tuttavia non venne scelto da nessuna franchigia rimanendo così undrafted free agent. Nel luglio 2016 andò a disputare la Summer League con i Dallas Mavericks. Alla fine della manifestazione firmò un contratto triennale non garantito con gli stessi Mavericks. Alla fine della pre-season Finney-Smith fece un'ottima impressione alla dirigenza dei Mavs che decise di confermarlo nel roster finale della squadra. Dalla fine di novembre entrò stabilmente nel quintetto base della squadra. La sua prima partita da titolare fu quella del 9 novembre 2016 vinta dai texani in trasferta per 109-97 contro i Los Angeles Lakers. Il 10 dicembre 2016 mise a referto 12 punti e 8 rimbalzi nella gara vinta in casa col punteggio di 111-103 contro gli Indiana Pacers. Nella partita successiva segnò 13 punti nella vittoria interna per 112-92 contro i Denver Nuggets. Il 18 dicembre 2016 nella gara vinta in casa per 99-79 contro i Sacramento Kings realizzò il proprio career-high di punti mettendone a segno 17.
In tutta la stagione disputò 81 partite (su 82 totali), di cui 35 da titolare, con minuti comunque importanti tenendo di media 20,3 minuti a partita di media, mostrando delle ottime doti difensive.
La stagione successiva per Finney-Smith fu condizionata da una tendinite del quadricipite del ginocchio sinistro, per cui giocò solamente 21 partite (di cui 13 nel quintetto base) rientrando solo nel marzo 2018.

### Brooklyn Nets (2023-)
A seguito di una trade eseguita dal GM con protagonista Kyrie Irving, si ritrova, insieme a Spencer Dinwiddie e alcune scelte dei draft futuri, ai Brooklyn Nets.

## Statistiche

### NCAA
| Anno      | Squadra           | PG  | PT | MP   | TC%  | 3P%  | TL%  | RP  | AP  | PRP | SP  | PP   |
| --------- | ----------------- | --- | -- | ---- | ---- | ---- | ---- | --- | --- | --- | --- | ---- |
| 2011-2012 | Virg. Tech Hokies | 33  | 29 | 29,0 | 33,2 | 36,6 | 58,4 | 7,0 | 1,9 | 0,7 | 0,7 | 6,3  |
| 2013-2014 | Florida Gators    | 37  | 2  | 25,8 | 37,0 | 29,3 | 64,3 | 6,7 | 2,0 | 0,4 | 0,4 | 8,7  |
| 2014-2015 | Florida Gators    | 28  | 24 | 27,9 | 47,2 | 42,6 | 58,7 | 6,2 | 1,6 | 1,1 | 0,9 | 13,1 |
| 2015-2016 | Florida Gators    | 36  | 36 | 31,8 | 43,7 | 36,8 | 73,3 | 8,3 | 2,1 | 0,9 | 0,8 | 14,7 |
| Carriera  | Carriera          | 134 | 91 | 28,6 | 41,1 | 36,1 | 65,7 | 7,1 | 1,9 | 0,8 | 0,7 | 10,7 |

#### Massimi in carriera
- Massimo di punti: 25 vs Jacksonville (14 dicembre 2014)[11]
- Massimo di rimbalzi: 16 vs East Tennessee State (12 novembre 2011)
- Massimo di assist: 7 vs Richmond (1º dicembre 2015)
- Massimo di palle rubate: 4 (2 volte)
- Massimo di stoppate: 4 vs East Tennessee State (12 novembre 2011)
- Massimo di minuti giocati: 42 (2 volte)

### NBA

#### Regular Season
| Anno      | Squadra          | PG  | PT  | MP   | TC%  | 3P%  | TL%  | RP  | AP  | PRP | SP  | PP   |
| --------- | ---------------- | --- | --- | ---- | ---- | ---- | ---- | --- | --- | --- | --- | ---- |
| 2016-2017 | Dallas Mavericks | 81  | 35  | 20,3 | 37,2 | 29,3 | 75,4 | 2,7 | 0,8 | 0,6 | 0,3 | 4,3  |
| 2017-2018 | Dallas Mavericks | 21  | 13  | 21,3 | 38,0 | 29,9 | 73,3 | 3,6 | 1,2 | 0,5 | 0,2 | 5,9  |
| 2018-2019 | Dallas Mavericks | 81  | 26  | 24,5 | 43,2 | 31,1 | 70,9 | 4,8 | 1,2 | 0,9 | 0,4 | 7,5  |
| 2019-2020 | Dallas Mavericks | 71  | 68  | 29,9 | 46,6 | 37,6 | 72,2 | 5,7 | 1,6 | 0,6 | 0,5 | 9,5  |
| 2020-2021 | Dallas Mavericks | 60  | 60  | 32,0 | 47,2 | 39,4 | 75,6 | 5,4 | 1,7 | 0,9 | 0,4 | 9,8  |
| 2021-2022 | Dallas Mavericks | 80  | 80  | 33,0 | 47,1 | 39,5 | 67,5 | 4,7 | 1,9 | 1,1 | 0,5 | 11,0 |
| 2022-2023 | Dallas Mavericks | 40  | 40  | 32,2 | 41,6 | 35,5 | 75,0 | 4,7 | 1,5 | 1,0 | 0,5 | 9,1  |
| 2022-2023 | Brooklyn Nets    | 26  | 26  | 27,7 | 35,1 | 30,6 | 78,9 | 4,9 | 1,6 | 0,7 | 0,6 | 7,2  |
| 2023-2024 | Brooklyn Nets    | 68  | 56  | 28,4 | 42,1 | 34,8 | 71,7 | 4,7 | 1,6 | 0,8 | 0,6 | 8,5  |
| 2024-2025 | Brooklyn Nets    | 20  | 20  | 29,0 | 45,9 | 43,5 | 62,5 | 4,6 | 1,6 | 0,9 | 0,6 | 10,4 |
| 2024-2025 | L.A. Lakers      | 43  | 20  | 28,8 | 44,2 | 39,8 | 71,4 | 3,6 | 1,4 | 0,9 | 0,3 | 7,9  |
| Carriera  | Carriera         | 591 | 444 | 28,0 | 43,6 | 36,2 | 71,8 | 4,5 | 1,4 | 0,8 | 0,4 | 8,3  |

#### Play-off
| Anno     | Squadra          | PG | PT | MP   | TC%  | 3P%  | TL%  | RP  | AP  | PRP | SP  | PP   |
| -------- | ---------------- | -- | -- | ---- | ---- | ---- | ---- | --- | --- | --- | --- | ---- |
| 2020     | Dallas Mavericks | 6  | 6  | 31,8 | 44,2 | 36,7 | 80,0 | 5,7 | 3,2 | 1,2 | 0,5 | 10,2 |
| 2021     | Dallas Mavericks | 7  | 7  | 38,7 | 40,6 | 43,2 | 80,0 | 6,6 | 2,1 | 1,1 | 0,3 | 10,3 |
| 2022     | Dallas Mavericks | 18 | 18 | 38,2 | 47,1 | 42,6 | 70,8 | 5,5 | 1,9 | 0,9 | 0,4 | 11,7 |
| 2023     | Brooklyn Nets    | 4  | 4  | 25,3 | 39,1 | 41,2 | -    | 4,5 | 0,8 | 0,8 | 0,5 | 6,3  |
| 2025     | L.A. Lakers      | 5  | 1  | 34,0 | 41,4 | 36,8 | -    | 4,2 | 2,6 | 0,2 | 0,4 | 6,2  |
| Carriera | Carriera         | 40 | 36 | 35,5 | 44,3 | 41,2 | 73,5 | 5,5 | 2,1 | 0,9 | 0,4 | 10,0 |

#### Massimi in carriera
- Massimo di punti: 28 vs Cleveland Cavaliers (30 marzo 2022)[12]
- Massimo di rimbalzi: 16 vs Sacramento Kings (4 agosto 2020)
- Massimo di assist: 6 (3 volte)
- Massimo di palle rubate: 5 vs Los Angeles Clippers (2 giugno 2021)
- Massimo di stoppate: 3 (6 volte)
- Massimo di minuti giocati: 49 vs Los Angeles Clippers (23 novembre 2021)